# Benedetto Buonmattei
Benedetto Buonmattei, né le 9 août 1581 à Florence et mort le 27 janvier 1647 dans la même ville, est un littérateur et grammairien italien.

## Biographie

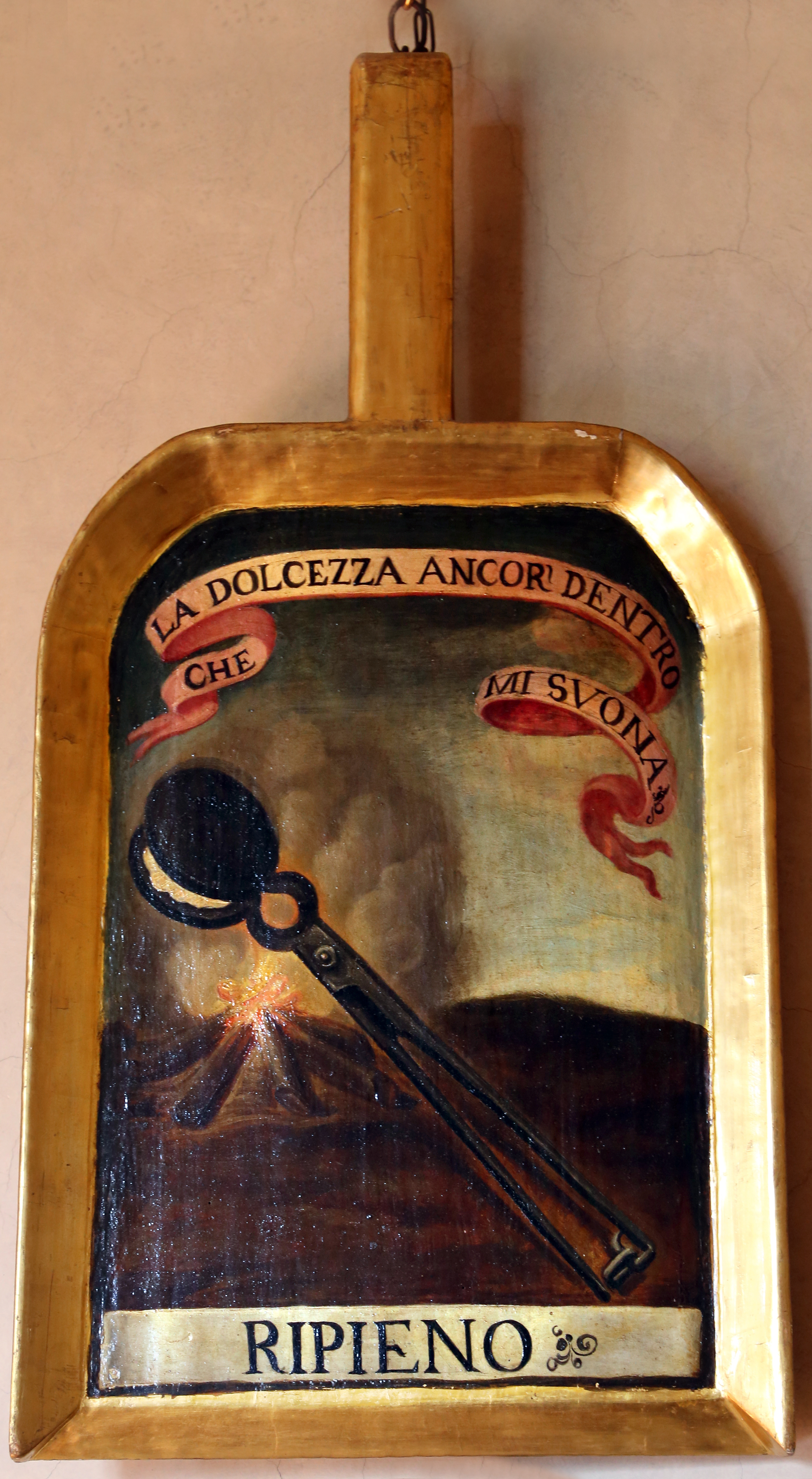
Pelle ceremonielle du membre ‘Ripieno’ (Benedetto Buonmattei) à l'Accademia della Crusca

Benedetto Buonmattei est né le 9 août 1581 à Florence premier enfant d’une famille déjà connue au XIIIe siècle. Dès son enfance, il fit paraitre tant de vivacité d’esprit et d’ardeur pour l’étude, que son père ne négligea aucun moyen pour cultiver ses dispositions. Il eut le malheur le perdre en 1591, par un assassinat. Sa mère, restée veuve avec peu de fortune, et chargée d’une nombreuse famille dont il était l’aîné, voulut le mettre dans le commerce. Forcé d’obéir, le jeune Buonmattei quitta les ouvrages de littérature pour ceux d’arithmétique et de change, sciences dans lesquelles il fit bientôt de grands progrès. Ayant atteint sa quinzième année, il fut nommé pour servir d’adjoint à l’officier chargé par le grand-duc Ferdinand Ier des approvisionnements de la Toscane, et remplit cette place avec autant d’exactitude que de zèle et de talent. Il fut livré pendant quatre à ces utiles occupations ; cependant il se sentait une vocation décidée pour l’état ecclésiastique, et, dès qu’il fut maitre de son choix, il ne rougit point de commencer à dix-neuf ans les premières études littéraires. Il fit, dans l’espace de cinq ans, de tels progrès, non-seulement dans les belles-lettres, mais dans les mathématiques, l’histoire, la théologie scolastique et dans plusieurs parties de la philosophie, que l’Académie Florentine s’empressa de l’accueillir parmi ses membres. Reçu docteur en théologie, il entra dans les ordres sacrés ; il prononça en 1609 une oraison funèbre du grand-duc Ferdinand, qu’il fit imprimer la même année. Il s’occupait dès lors de la composition de sa grammaire, celui de ses ouvrages qui lui a fait le plus de réputation. Le marquis Guicciardini ayant été nommé ambassadeur du grand-duc à la cour de Rome, emmena avec lui Buommattei avec le titre de son majordome, et le plaça ensuite auprès du cardinal Giustiniani, en qualité de gentilhomme, de bibliothécaire et de secrétaire intime. Il se livrait avec ardeur aux travaux de cette place et à ses études, lorsqu’un de ses frères ayant, après un si long temps, vengé la mort de leur père, mit toute la famille dans des embarras qui forcèrent Buommattei de retourner à Florence. Ayant réussi à arranger cette affaire, il fut chargé par son archevêque de diverses fonctions ecclésiastiques qu’il remplit avec beaucoup de zèle et de piété. La mort de ce même frère, au service de la République de Venise dans la guerre du Frioul, l’appela dans cette ville ; il trouva dans le Sénat de puissants protecteurs. De Venise il se rendit à Padoue, dont l’évêque lui confia d’abord la direction de plusieurs couvents de femmes, et lui fit ensuite obtenir une bonne cure dans le diocèse de Trévise. Au milieu de ses fonctions ecclésiastiques, il ne cessait point de corriger ses anciens ouvrages, et d’en composer de nouveaux. Il fut encore obligé de quitter cette vie paisible pour aller consoler sa mère qui avait vu assassiner sous ses yeux un de ses fils : il revint donc à Florence vers la fin de 1626. Sa mère parvint à le retenir auprès d’elle ; il résigna son bénéfice, et se fixa dans sa patrie. Dès lors il reprit ses études favorites, et publia bientôt plusieurs ouvrages sur la langue, qui engagèrent l’Accademia della Crusca, longtemps dispersée et qui venait de renaitre, à le recevoir parmi ses membres. L’ancien secrétaire de cette académie, Bastiano de' Rossi, étant mort, Buommattei fut nommé à sa place. Il la remplit avec cette ardeur qu’il mettait à tous ses travaux. Cela ne l’empêchait point d’être en même temps de presque toutes les autres réunions littéraires qui étaient alors très-nombreuses à Florence. Il y faisait de fréquentes lectures et contribuait plus qu’aucun autre membre à y entretenir l’émulation et l’activité. Ce n’étaient encore là que ses délassements. Les études de son état l’occupaient toujours principalement ; il prêchait dans plusieurs églises, et remplissait tous les autres devoirs du ministère évangélique. En 1632, il fut fait professeur de langue toscane à Florence, et recteur du collège de Pise. Il mourut à Florence le 27 janvier 1647, à l’âge de 66 ans. Il avait été nommé lecteur public de l’Académie Florentine, et y avait expliqué la Divine Comédie du Dante.

## Œuvres
On lui doit plusieurs ouvrages qui ont presque tous pour objet la langue italienne. Sa grammaire est le plus considérable et le plus estimé. Il en publia le premier essai en 1623, sous ce titre : delle Cagioni della lingua toscana, Venise, in-4°. Trois ans après, il fit paraitre Introduzione alla lingua toscana con l’aggiunta di due trattati utilissimi, Venise, 1626, in-4°. Enfin il donna sa grammaire entière à Florence sous ce titre : della Lingua toscana libri 2, 1645, in-4°. Cet ouvrage, justement estimé, fut réimprimé avec une vie très-détaillée de l’auteur, par l’abbé Giovambattista Casotti, sous le nom arcadien de Dalisto Narceate, et avec des notes très-utiles de l’abbé Antonio Maria Salvini, Florence, 1714, in-4° ; il l’a été depuis plusieurs fois, notamment à Venise, 1735 et 1751, in-4°. Ses autres ouvrages imprimés sont :
- des discours, et entre autres l’Oraison funèbre du grand-duc Ferdinand Ier, et l’Eloge de St. Philippe de Néri.
- des leçons, soit sur différentes parties de la grammaire, soit sur l’Enfer du Dante, et des cicalate, ou dissertations badines prononcées dans l’Accademia della Crusca : il y en a trois qu’il intitula le tre Sirocchie (les trois Sœurs), et qui sont imprimées dans le recueil des Prose Fiorentine.